# Parafia bł. Michała Kozala BM w Wągrowcu
Parafia Rzymskokatolicka pw. błogosławionego Michała Kozala Biskupa i Męczennika w Wągrowcu – jedna z 9 parafii dekanatu wągrowieckiego archidiecezji gnieźnieńskiej. Erygowana 27 czerwca 1989 roku.
Początkowo wspólnota spotykała się na modlitwach w tymczasowej kaplicy, która przestała pełnić swoją funkcję w  2011 roku, kiedy to w święta Bożego Narodzenia oddano do użytku nowy kościół parafialny. Został on zbudowany w latach 2003–2011 według projektu Karoliny i Tomasza Jeżewskich z Poznania.

## Duszpasterze[2]
- Proboszcz: ks. Stefan Kałmucki (1989–2000); ks. kan. Witold Chmielewski (od 2000).
- Wikariusze: ks. Grzegorz Brygmann (2001–2003); ks. Maciej Sarbinowski (2003–2009); ks. Krzysztof Szkopek (2009–2012); ks. Łukasz Abram (2012–2014); ks. Mateusz Stróżewski (2014–2017); ks. Piotr Nowak (2017–2020); ks. Jakub Siutkowski (2020–2023); ks. Kacper Politowski (od 2023)[3]

## Dokumenty
Księgi metrykalne:
- ochrzczonych od 1989 roku
- małżeństw od 1989 roku
- zmarłych od 1989 roku